# Štefan Banič
Štefan Banič (23. studenog 1870. – 2. siječnja 1941.) bio je slovački izumitelj koji je osmislio vojni padobran, prvi padobran ikad pušten u upotrebu.
Rođen je u Neštichu (mađarski: Jánostelek), u Austro-Ugarskoj (sada Smolenice, Slovačka). Imigrirao je u Sjedinjene Američke Države gdje je radio u rudniku ugljena u Greenvilleu, gradu u saveznoj državi Pennsylvaniji.
Nakon što je 1912. preživio zrakoplovnu nesreću, godinu dana poslije konstruirao je prototip padobrana i testirao ga u Washingtonu skačući sa zgrade od 41 kat, te skačući iz zrakoplova 1914. godine.

## Galerija
- Spomenik Štefanu Baniču u njegovom rodnom mjestu.
- Bista Štefana Baniča.